# Vörös Vince
Vörös Vince  (Kisbicsérd, 1911. február 23. – Pécs, 2001. május 3.) magyar politikus. 1989 és 1990 között a Független Kisgadapárt elnöke, majd az Országgyűlés alelnöke. A rendszerváltás utáni első szabad választásokon az FKgP listavezetője, 1994-ig országgyűlési képviselő.

## Életpályája

### Fiatalkora, politikai pályája kezdete
1931 és 1933 között mezőgazdasági szakiskolát végzett. 1935-től volt tagja az FKgP-nek. Megszervezte az Arany- és Ezüstkalászos Gazdák országos mozgalmát, amely 50 ezer szakképzett gazdát tömörített. 1941-ben alapító tagja volt a Magyar Parasztszövetségnek, amelynek 1942 és  1944 között alelnöke volt. Debrecenben az Ideiglenes Nemzetgyűlés képviselője volt. 1945 és 1948 között a Magyar Parasztszövetség főtitkára, egyidejűleg az FKgP országos főtitkárhelyettese volt. 1947-ben rövid időre őrizetbe vették a Magyar Közösség-üggyel összefüggésben.   Szabadulása után 1948-ig folytatta pártvezetői munkáját. 

### A forradalom alatt
1956-ban részt vett az FKgP újjászervezésében. 

### Rendszerváltás után
A rendszerváltás során 1989-ben a párt országos elnökévé választották. A rendszerváltás előtt bekapcsolódott a politikai életbe, 1988-89-ben a Kovács Béla Politikai Társaság elnöke, A rendszerváltás utáni első országgyűlés doyenje. 1989 júniusától 1990 májusáig az FKgP elnöke volt. A párton belüli belharcok során előbb 1992-ben kizárták a pártból, 1994-ben pedig visszavették. Ekkor megkapta az örökös tiszteletbeli elnöki címet.
1990-től 1994-ig volt országgyűlési képviselő. Betöltötte az Országgyűlés alelnöki tisztét is. 2001-ben hunyt el Pécsett.